# 沢井小次郎
沢井 小次郎（さわい こじろう、1967年1月20日 - ）は、日本の俳優、作家、画家、実業家である。リクエージェンシー所属。

## 人物・経歴
アイドルグループ幕末塾（当時の芸名は小次郎）で活動した後、俳優に転身（沢井小次郎に改名）。

## 出演

### テレビドラマ
- 映画みたいな恋したい「レイダース 失われた聖櫃」（1991年、テレビ東京）
- 土曜ドラマ（NHK）
  - 地球をダメにする50のかんたんな方法（1992年） - 杉原 役
- 土曜ワイド劇場（テレビ朝日）
  - 湯煙りの密室殺人 死を呼ぶ電話メッセージ!（1994年2月19日） - 八千草英彦 役
  - 牟田刑事官事件ファイル19「悪い夢」（1994年4月2日）
- 江戸を斬るVIII 第4話「恋人を殺された女」（1994年、TBS / C.A.L） - 伊之助 役
- 水戸黄門（TBS / C.A.L）
  - 第23部 第8話「狙われた娘馬子 -善光寺-」（1994年9月19日） - 市太郎 役
  - 第24部
    - 第4話「愛を引き裂く八丁味噌 -岡崎-」（1995年10月9日） - 丑之助 役
    - 第26話「女地獄の大掃除 -韮崎-」（1996年3月18日） - 市太郎 役

### 映画
- はいすくーる仁義（1991年）- 米田明 役
  - はいすくーる仁義２ たいへんよくできました（1992年）
  - はいすくーる仁義３さらば情二（1993年）
- 必殺！５黄金の血（1991年）- ニゾウ 役
- ありふれた愛の関する調査（1992年）- エスメラルド 役
- ジ・ゴ・ロ（1995年）- 緒方三郎 役
- ロード（1996年）- 茂夫 役
- 渋谷物語（2005年）- 敷島二郎 役
- 半次郎（2010年）- 内野英輔 役
- LOVE HOTELS（2006年）- 従業員 役
- 桜田門外ノ変（2010年）- 坂口勇右衛門 役
- ドッジボールの真理 code01 伝説のレッドブルマー（2016年）- 金玉男 役
- 脳天パラダイス（2020年）- ヨー 役

### Vシネマ
- テンカウント（1992年）- 栄児 役
- 夜光虫の街 チーム（1992年）- アツシ 役
- 取立屋本舗ベビィ 闇金仁義（1993年）- 主演・ゼブラ 役　
  - 取立屋本舗ベビィ 闇金絵巻（1994年）
- 修羅の雀士 ナルミ２（1993年）- 高林 役
- どチンピラ２（1993年）- 沢口勝 役
- 本気! （1994年）- 車谷新二 役
- はいすくーる仁義外伝 地を追う者（1994年）- 米田明 役
- 新宿アウトロー（1994年）- 松田圭吾 役
- 闇のまにまに（1994年）- お客様 役
- 傷だらけの愛（1995年）- 主演・高柳宏介 役
- 新書ワル 完結篇５（1995年） - 桜木刑事 役
- 82分署（1995年）- 発砲警官 役
- 悶絶！！お仕置きハイヒール（1995年）- 甲斐隆一 役
- SEX DOLL 静 わたしはド・レ・イ（1996年）- 主演・高橋豊 役
- 犯りやがれ（1997年）- 主演・大滝ジン 役
- 実録・関東やくざ抗争史 松田組（2005年）- 久山大介 役
- 殺しの挽歌シリーズ（2010年）- 今川宗一郎 役

### ラジオ
- KOJIROの伝説の館（茨城放送）